# Zochova (Bratislava)
Zochova je ulice v Starém Městě v Bratislavě. Nachází se mezi souběžnými ulicemi Svoradova a Kozia v blízkosti Staromestské a Pilárikovy, křižuje se s ulicí Podjavorinskej.

## Dějiny
Ulice má poměrně dlouhou a bohatou historii, dolní část ulice existovala už ve středověku. V roce 1379 je poprvé zmíněna v daňovém rejstříku pod názvem Sluttergasse, tedy Nánosová ulice, přičemž její název byl odvozen od nánosů, které sem byly naplaveny z kopců nad městem v období bouří.
V roce 1439 zde bylo 17 domů, jeden velkostatek a 7 zahrad, později přibývaly další domy, byla zde i studna, evangelický hřbitov a hostinec.
Bydleli zde hlavně vinaři, hrnčíři, truhláři, ale například i celníci a malíři. Současná zástavba vznikla po rozdělení prepoštské zahrady v roce 1873 a pálfiovské zahrady v roce 1890. Vznikla zde porodnice a škola pro porodní asistentky, židovská škola a státní reálka. Sídlil zde i Prešporský jezdecký spolek.
V roce 1536 se jmenovala Turnergassen, v 18. století zase Schluder Gassel. Nakonec byla pojmenována podle evangelického biskupa a slovenského politika Samuela Zocha, spoluautora Deklarace slovenského národa z 30. října 1918 a prvního slovenského župana Bratislavy a Bratislavské župy po roce 1918.
V současnosti zde sídlí Vysoká škola múzických umění – hudební a taneční fakulta, Střední průmyslová škola elektrotechnická (Zochova 9). Známá a oblíbená Mateřská škola na Zochově 3 byla zrušena.

## Externí odkazy

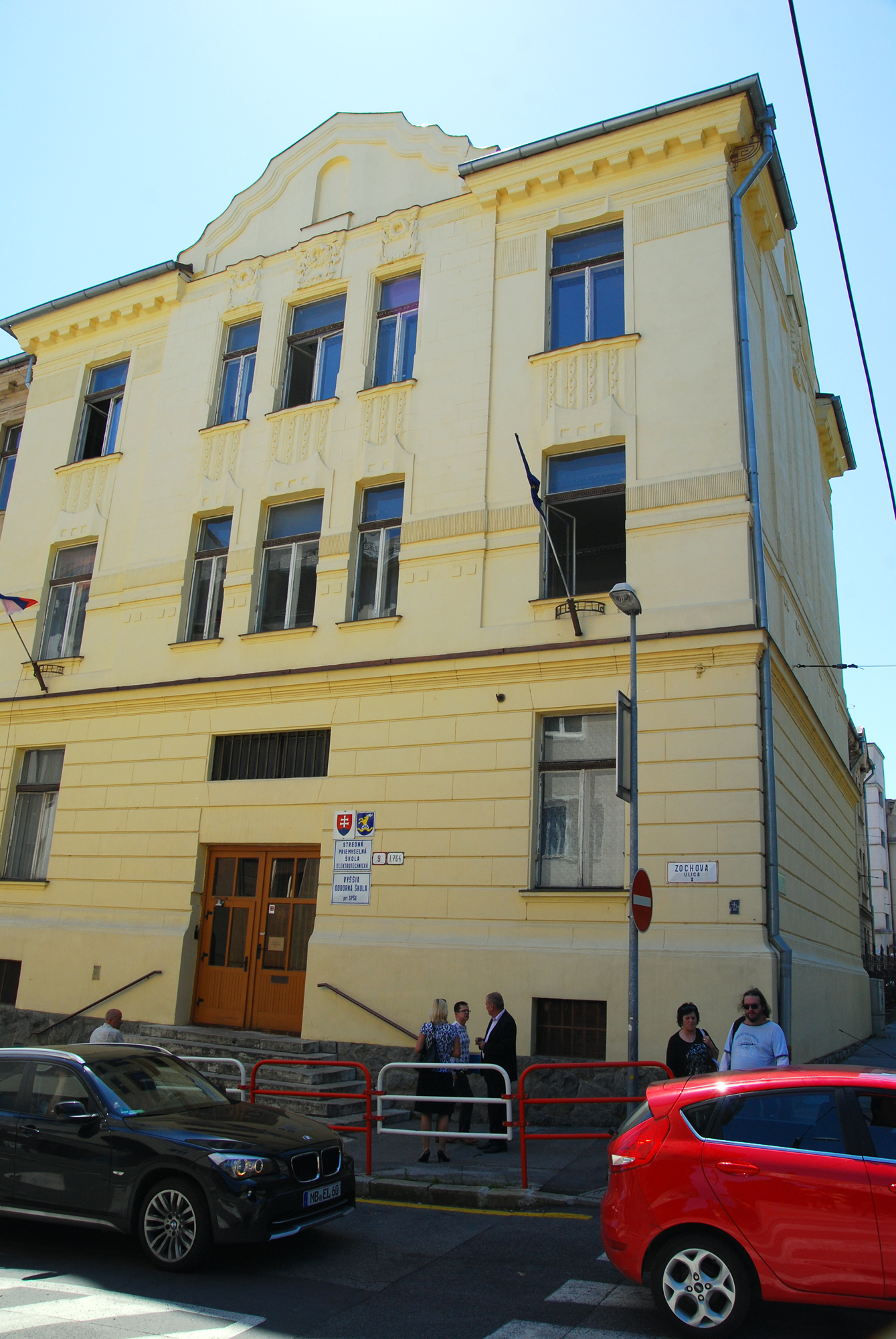
Střední průmyslová škola elektrotechnická